# 3472 Upgren
A 3472 Upgren (ideiglenes jelöléssel 1981 EJ10) a Naprendszer kisbolygóövében található aszteroida. Schelte J. Bus fedezte fel 1981. március 1-jén.